# Яйца по панагюрски
Поширани яйца (познати в България с наименованието Яйца по панагюрски) е ястие от световната и българска национална кухня, приготвено от яйца, извадени от черупката и обработени с готварската техника наречена Поширане, при която продуктът се готви във вряща течност (вода, бульон и др.), като температурата на течността трябва да е между 60 и 80 градуса по Целзий, като целта е белтъкът да бъде сварен а жълтъкът да бъде в полутечно състояние.
След като се обработват термично (обичайно от 5 до 7 минути), забуленото яйце става много сочно и вкусно, защото чрез техниката поширане храната (яйца, риба и т.н.), не остава суха а има много наситен вкус. Причината е в бавното готвене на сравнително ниска температура. По технология, яйцето се счупва в малък домакински съд (например малка чаша), след което горещата вода се разбърква за да се получи малък водовъртеж, в центъра на който се излива яйцето. Така завихрянето принуждава белтъка на яйцето да придобие сферична форма, която да се запази докато се свари.
В световната кухня най-често пошираните яйца се сервират като част от популярното ястие „Яйца Бенедикт“, но могат да бъдат допълнение и към различни сандвичи (понякога само върху филия препечен хляб).
В българската кухня това ястие е особено популярно, като то се приготвя по класическата технология поширане (обичайно в подсолена и подкиселена с оцет вода), които след това се сервират върху разбито кисело мляко (в което може да бъде добавено натрошено саламурено сирене), след което се заливат с разтопено краве масло, в което е добавено малко червен пипер за аромат и цвят.
Според проучване на известния български кулинар Иван Звездев, в района на град Панагюрище (откъдето идва наименованието на това ястие), на това ястие му казват „Парени яйца“, които там се поставят върху кисело мляко и се заливат със стопена от пръжки свинска мас, след което се поливат с червен пипер и счукан чесън.